# Ювенес/Догана
„Ювенес/Догана“ (на италиански: Associazione Calcio Juvenes/Dogana) е футболен клуб от град Догана, Сан Марино.

## История
Клубът е основан през 2000 година след обединението на „Ювенес“ и „Догана“.
В началото на 2000 година участва едновременно в шампионата на Сан Марино и в една от низшите италиански дивизии, но по-късно решава да се съсредоточи изключително в първенството на страната си.
Основните цветове на клуба са светлосини, червени и бели.

## Успехи
- Шампионат на Сан Марино:
  -  Сребърен медал (3): 2007/08, 2008/09, 2014/15
- Купа Титано (Купа на Сан Марино):
  -  Носител (9)

Ювенес
- Носител (5): 1965, 1968, 1976, 1978, 1984

Догана
- Носител (2): 1977, 1979

Ювенес/Догана
- Носител (2): 2009, 2011
- Финалист (1): 2007/08, 2014/15
- Суперкупа/Трофео Федерале:
  -  Носител (1): 1988
  -  Финалист (1): 2011